# Schwimmweltmeisterschaften 2025
| Medaillenspiegel | Medaillenspiegel    | Medaillenspiegel | Medaillenspiegel | Medaillenspiegel | Medaillenspiegel |
| Platz            | Land                | G                | S                | B                | Σ                |
| ---------------- | ------------------- | ---------------- | ---------------- | ---------------- | ---------------- |
| 1                | China               | 15               | 12               | 10               | 37               |
| 2                | Australien          | 13               | 7                | 8                | 28               |
| 3                | Vereinigte Staaten  | 10               | 11               | 11               | 32               |
| 4                | Neutrale Athleten B | 6                | 8                | 4                | 18               |
| 5                | Deutschland         | 6                | 3                | 1                | 10               |
| 6                | Spanien             | 4                | 3                | 5                | 12               |
| 7                | Frankreich          | 4                | 1                | 5                | 10               |
| 8                | Kanada              | 4                | 1                | 4                | 9                |
| 9                | Italien             | 2                | 11               | 6                | 19               |
| 10               | Rumänien            | 2                | –                | 1                | 3                |
| 11               | Tunesien            | 2                | –                | –                | 2                |
| 12               | Mexiko              | 1                | 4                | 3                | 8                |
| 12               | Japan               | 1                | 4                | 3                | 8                |
| 14               | Ungarn              | 1                | 3                | 3                | 7                |
| 15               | Großbritannien      | 1                | 2                | 2                | 5                |
| 16               | Südafrika           | 1                | 2                | 1                | 4                |
| 17               | Niederlande         | 1                | –                | 2                | 3                |
| 18               | Griechenland        | 1                | –                | 1                | 2                |
| 19               | Österreich          | 1                | –                | –                | 1                |
| 19               | Litauen             | 1                | –                | –                | 1                |
| 21               | Schweiz             | –                | 2                | –                | 2                |
| 22               | Neutrale Athleten A | –                | 1                | 2                | 3                |
| 23               | Nordkorea           | –                | 1                | 1                | 2                |
| 23               | Belgien             | –                | 1                | 1                | 2                |
| 25               | Polen               | –                | 1                | –                | 1                |
| 25               | Ukraine             | –                | 1                | –                | 1                |
| 27               | Monaco              | –                | –                | 1                | 1                |
| 27               | Südkorea            | –                | –                | 1                | 1                |
| 27               | Kirgisistan         | –                | –                | 1                | 1                |
|                  | Gesamt              | 77               | 79               | 77               | 233              |

Die 22. Schwimmweltmeisterschaften fanden vom 11. Juli bis 3. August 2025 in Singapur statt. Ursprünglich sollten diese im russischen Kasan stattfinden, wurden jedoch im Februar 2023 auf Grund der russischen Invasion der Ukraine nach Singapur verlegt. Belarussische und russische Sportler durften weiterhin nur als Neutrale Athleten A und B unter neutraler Flagge an den Start gehen.
Erfolgreichster Athletin war Summer McIntosh, die vier Gold- und eine Bronzemedaille erringen konnte.

## Veranstaltungsorte
Die meisten Wettbewerbe fanden im Singapore Sports Hub statt, welches für die Südostasienspiele 2015 gebaut wurde. Die Wettbewerbe der Wasserspringer und die Wasserballspiele fanden im OCBC Aquatic Centre statt. Die Wettkämpfe im Freiwasserschwimmen fanden am Palawan Beach auf der zu Singapur gehörenden Insel Sentosa statt.
Eine besondere Herausforderung für die Athleten war dort die hohe Wassertemperatur von über 30 Grad Celsius und die allgemein schlechte Wasserqualität. Der Start des 10-km-Rennens der Frauen musste wegen überschrittener Grenzwerte kurzfristig vom 15. Juli um einen Tag verschoben werden. Das Rennen sollte dann zunächst am Morgen des 16. Juli vor dem Männerrennen stattfinden, musste jedoch wegen schlechter Wasserwerte noch ein weiteres Mal auf den Nachmittag desselben Tages verschoben werden.

## Rekorde
Der Deutsche Schwimmer Florian Wellbrock gewann im Freiwasser seine drei Einzelrennen und ein viertes Gold mit der Staffel. Mehr als zwei Freiwassertitel bei einer Weltmeisterschaft konnte zuvor noch kein Athlet erringen.
Der Franzose Léon Marchand stellte im Halbfinale in 1:52,69 min einen neuen Weltrekord über 200 Meter Lagen auf. Er unterbot damit den 14 Jahre alten Rekord von Ryan Lochte aus dem Jahr 2011.
Die US-Mixed-Staffel schwamm im Finale einen neuen Weltrekord über 4-mal 100 Meter Freistil. Auch die US-Frauen-Staffel schwamm im Finale einen neuen Weltrekord über 4-mal 100 Meter Lagen.

## Zeitplan
Der detaillierte Zeitplan wurde am 12. Dezember 2024 veröffentlicht. Die Medaillenentscheidung der Frauen über 10 Kilometer wurde kurzfristig auf den 16. Juli neu terminiert.
| ● | Qualifikation | ● | Medaillenentscheidungen |

| Datum/Sportart      | Juli | Juli | Juli | Juli | Juli | Juli | Juli | Juli | Juli | Juli | Juli | Juli | Juli | Juli | Juli | Juli | Juli | Juli | Juli | Juli | Juli | August | August | August |
| ------------------- | ---- | ---- | ---- | ---- | ---- | ---- | ---- | ---- | ---- | ---- | ---- | ---- | ---- | ---- | ---- | ---- | ---- | ---- | ---- | ---- | ---- | ------ | ------ | ------ |
| Datum/Sportart      | 11.  | 12.  | 13.  | 14.  | 15.  | 16.  | 17.  | 18.  | 19.  | 20.  | 21.  | 22.  | 23.  | 24.  | 25.  | 26.  | 27.  | 28.  | 29.  | 30.  | 31.  | 01.    | 02.    | 03.    |
| Schwimmen           |      |      |      |      |      |      |      |      |      |      |      |      |      |      |      |      | 4    | 4    | 5    | 5    | 5    | 5      | 6      | 8      |
| Freiwasserschwimmen |      |      |      |      |      | 2    |      | 2    | 2    | 1    |      |      |      |      |      |      |      |      |      |      |      |        |        |        |
| Synchronschwimmen   |      |      |      |      |      |      |      | ●    | 2    | 1    | 2    | 2    | 1    | 1    | 2    |      |      |      |      |      |      |        |        |        |
| Wasserspringen      |      |      |      |      |      |      |      |      |      |      |      |      |      |      |      | 2    | 2    | 2    | 2    | 1    | 1    | 1      | 1      | 1      |
| Klippenspringen     |      |      |      |      |      |      |      |      |      |      |      |      |      | ●    | ●    | 1    | 1    |      |      |      |      |        |        |        |
| Wasserball          | ●    | ●    | ●    | ●    | ●    | ●    | ●    | ●    | ●    | ●    | ●    | ●    | 1    | 1    |      |      |      |      |      |      |      |        |        |        |

## Qualifikation
Athleten konnten sich im Zeitraum vom 9. März 2024 bis 29. Juni 2025 für die Wettkämpfe qualifizieren.

## Ergebnisse Beckenschwimmen

### Frauen

#### 50 m Freistil
| Platz | Land | Athletin         | Zeit    |
| ----- | ---- | ---------------- | ------- |
| 1     | AUS  | Meg Harris       | 24,02 s |
| 2     | CHN  | Wu Qingfeng      | 24,26 s |
| 3     | CHN  | Cheng Yujie      | 24,28 s |
| 4     | USA  | Gretchen Walsh   | 24,40 s |
| 5     | NED  | Milou van Wijk   | 24,47 s |
| 6     | USA  | Torri Huske      | 24,50 s |
| 7     | BEL  | Florine Gaspard  | 24,63 s |
| 8     | POL  | Katarzyna Wasick | 24,74 s |

28.  Iris Berger 25,50 s –0im Vorlauf ausgeschieden

32.  Angelina Köhler 25,56 s –0im Vorlauf ausgeschieden

#### 100 m Freistil
| Platz | Land | Athletin           | Zeit    |
| ----- | ---- | ------------------ | ------- |
| 1     | NED  | Marrit Steenbergen | 52,55 s |
| 2     | AUS  | Mollie O’Callaghan | 52,67 s |
| 3     | USA  | Torri Huske        | 52,89 s |
| 4     | NED  | Milou van Wijk     | 52,91 s |
| 5     | NAB  | Darja Klepikowa    | 52,98 s |
| 6     | FRA  | Béryl Gastaldello  | 53,30 s |
| 7     | CHN  | Cheng Yujie        | 53,34 s |
| 8     | ITA  | Sara Curtis        | 53,41 s |

14.  Nina Holt 54,31 s –0im Halbfinale ausgeschieden

24.  Iris Berger 54,73 s –0im Vorlauf ausgeschieden

#### 200 m Freistil
| Platz | Land | Athletin           | Zeit        |
| ----- | ---- | ------------------ | ----------- |
| 1     | AUS  | Mollie O’Callaghan | 1:53,48 min |
| 2     | CHN  | Li Bingjie         | 1:54,52 min |
| 3     | USA  | Claire Weinstein   | 1:54,67 min |
| 4     | GBR  | Freya Colbert      | 1:55,06 min |
| 5     | CZE  | Barbora Seemanová  | 1:55,20 min |
| 6     | NZL  | Erika Fairweather  | 1:55,61 min |
| 7     | AUS  | Jamie Perkins      | 1:56,55 min |
| 8     | USA  | Erin Gemmell       | 2:00,16 min |

17.  Iris Berger 1:58,54 min – im Vorlauf ausgeschieden

26.  Maya Werner 1:59,40 min – im Vorlauf ausgeschieden

#### 400 m Freistil
| Platz | Land | Athletin        | Zeit             |
| ----- | ---- | --------------- | ---------------- |
| 1     | CAN  | Summer McIntosh | 3:56,26 min      |
| 2     | CHN  | Li Bingjie      | 3:58,21 min (AS) |
| 3     | USA  | Katie Ledecky   | 3:58,49 min      |
| 4     | AUS  | Lani Pallister  | 3:58,87 min      |
| 5     | GER  | Isabel Gose     | 4:02,90 min      |
| 6     | AUS  | Jamie Perkins   | 4:03,20 min      |
| 7     | CHN  | Yang Peiqi      | 4:06,47 min      |
| 8     | GER  | Maya Werner     | 4:09,38 min      |

#### 800 m Freistil
| Platz | Land | Athletin          | Zeit             |
| ----- | ---- | ----------------- | ---------------- |
| 1     | USA  | Katie Ledecky     | 8:05,62 min      |
| 2     | AUS  | Lani Pallister    | 8:05,98 min      |
| 3     | CAN  | Summer McIntosh   | 8:07,29 min      |
| 4     | ITA  | Simona Quadarella | 8:12,81 min (ER) |
| 5     | CHN  | Li Bingjie        | 8:15,59 min      |
| 6     | GER  | Isabel Gose       | 8:18,23 min      |
| 7     | NZL  | Erika Fairweather | 8:20,79 min      |
| 8     | JPN  | Ichika Kajimoto   | 8:26,85 min      |

15.  Maya Werner 8:35,28 min – im Vorlauf ausgeschieden

#### 1500 m Freistil
| Platz | Land | Athletin                 | Zeit              |
| ----- | ---- | ------------------------ | ----------------- |
| 1     | USA  | Katie Ledecky            | 15:26,44 min      |
| 2     | ITA  | Simona Quadarella        | 15:31,79 min (ER) |
| 3     | AUS  | Lani Pallister           | 15:41,18 min      |
| 4     | CHN  | Li Bingjie               | 15:49,54 min      |
| 5     | FRA  | Anastasiia Kirpichnikova | 15:57,40 min      |
| 6     | AUS  | Moesha Johnson           | 16:02,45 min      |
| 7     | SGP  | Ching Hwee Gan           | 16:03,51 min      |
| 8     | CHN  | Yang Peiqi               | 16:04,93 min      |

9.  Isabel Gose 16:08,41 min –0im Vorlauf ausgeschieden

#### 50 m Rücken
| Platz | Land | Athletin           | Zeit    |
| ----- | ---- | ------------------ | ------- |
| 1     | USA  | Katharine Berkoff  | 27,08 s |
| 2     | USA  | Regan Smith        | 27,25 s |
| 3     | CHN  | Wan Letian         | 27,30 s |
| 4     | CAN  | Kylie Masse        | 27,33 s |
| 5     | GBR  | Lauren Cox         | 27,36 s |
| 6     | NAB  | Alina Gaifutdinowa | 27,44 s |
| 7     | FRA  | Analia Pigrée      | 27,47 s |
| 8     | CAN  | Ingrid Wilm        | 27,56 s |

#### 100 m Rücken
| Platz | Land | Athletin          | Zeit             |
| ----- | ---- | ----------------- | ---------------- |
| 1     | AUS  | Kaylee McKeown    | 57,16 s (CR, OC) |
| 2     | USA  | Regan Smith       | 57,35 s          |
| 3     | USA  | Katharine Berkoff | 58,15 s          |
| 4     | CAN  | Kylie Masse       | 58,42 s          |
| 5     | CHN  | Peng Xuwei        | 59,10 s          |
| 6     | FRA  | Pauline Mahieu    | 59,48 s          |
| 7     | CAN  | Taylor Ruck       | 59,59 s          |
| 8     | FRA  | Mary-Ambre Moluh  | 59,60 s          |

#### 200 m Rücken
| Platz | Land | Athletin              | Zeit      |
| ----- | ---- | --------------------- | --------- |
| 1     | AUS  | Kaylee McKeown        | 2:03,33 s |
| 2     | USA  | Regan Smith           | 2:04,29 s |
| 3     | USA  | Claire Curzan         | 2:06,04 s |
| 4     | CHN  | Peng Xuwei            | 2:07,22 s |
| 5     | NAA  | Anastassija Schkurdaj | 2:08,09 s |
| 6     | CHN  | Liu Yaxin             | 2:09,71 s |
| 7     | HUN  | Dóra Molnár           | 2:09,74 s |
| 8     | GER  | Lise Seidel           | 2:10,01 s |

#### 50 m Brust
| Platz | Land | Athletin           | Zeit    |
| ----- | ---- | ------------------ | ------- |
| 1     | LTU  | Ruta Meilutyte     | 29,55 s |
| 2     | CHN  | Qianting Tang      | 30,03 s |
| 3     | ITA  | Benedetta Pilato   | 30,14 s |
| 4     | ITA  | Anita Bottazzo     | 30,21 s |
| 5     | USA  | Lilly King         | 30,25 s |
| 6     | EST  | Eneli Jefimova     | 30,29 s |
| 7     | ISR  | Anastasia Gorbenko | 30,45 s |
| 8     | FIN  | Veera Kivirinta    | 30,68 s |

9.  Anna Elendt 30,40 sek –0im Halbfinale ausgeschieden

#### 100 m Brust
| Platz | Land | Athletin              | Zeit             |
| ----- | ---- | --------------------- | ---------------- |
| 1     | GER  | Anna Elendt           | 1:05,19 min (NR) |
| 2     | USA  | Kate Douglass         | 1:05,27 min      |
| 3     | CHN  | Tang Qianting         | 1:05,64 min      |
| 4     | JPN  | Satomi Suzuki         | 1:05,78 min      |
| 5     | NAB  | Jewgenija Tschikunowa | 1:06,04 min      |
| 6     | ITA  | Anita Bottazzo        | 1:06,06 min      |
| 7     | NAA  | Alina Smuschko        | 1:06,38 min      |
| 8     | LTU  | Kotryna Teterevkova   | 1:06,61 min      |

35.  Lisa Mamié 1:08,84 min –0im Vorlauf ausgeschieden

#### 200 m Brust
| Platz | Land | Athletin              | Zeit        |
| ----- | ---- | --------------------- | ----------- |
| 1     | USA  | Kate Douglass         | 2:18,50 min |
| 2     | NAB  | Jewgenija Tschikunowa | 2:19,96 min |
| 3     | RSA  | Kaylene Corbett       | 2:23,52 min |
| 3     | NAA  | Alina Smuschko        | 2:23,52 min |
| 5     | GBR  | Angharad Evans        | 2:24,21 min |
| 6     | LTU  | Kotryna Teterevkova   | 2:24,25 min |
| 7     | IRL  | Ellie McCartney       | 2:25,22 min |
| 8     | DÄN  | Clara Rybak-Andersen  | 2:25,36 min |

11.  Anna Elendt 2:24,39 min –0im Halbfinale ausgeschieden

#### 50 m Schmetterling
| Platz | Land | Athletin           | Zeit         |
| ----- | ---- | ------------------ | ------------ |
| 1     | USA  | Gretchen Walsh     | 24,83 s      |
| 2     | AUS  | Alexandria Perkins | 25,31 s      |
| 3     | BEL  | Roos Vanotterdijk  | 25,43 s      |
| 4     | GER  | Angelina Köhler    | 25,50 s (NR) |
| 5     | NAB  | Arina Surkowa      | 25,59 s      |
| 6     | AUS  | Lily Price         | 25,61 s      |
| 7     | ITA  | Silvia Di Pietro   | 25,64 s      |
| 8     | RSA  | Erin Gallagher     | 25,66 s      |

#### 100 m Schmetterling
| Platz | Land | Athletin           | Zeit    |
| ----- | ---- | ------------------ | ------- |
| 1     | USA  | Gretchen Walsh     | 54,73 s |
| 2     | BEL  | Roos Vanotterdijk  | 55,84 s |
| 3     | AUS  | Alexandria Perkins | 56,33 s |
| 4     | CHN  | Zhang Yufei        | 56,47 s |
| 5     | NAB  | Darja Klepikowa    | 56,53 s |
| 6     | GER  | Angelina Köhler    | 56,57 s |
| 7     | JPN  | Mizuki Hirai       | 56,83 s |
| 8     | CHN  | Yu Yiting          | 57,36 s |

23.  Iris Julia Berger 58,91 s –0im Vorlauf ausgeschieden

#### 200 m Schmetterling
| Platz | Land | Athletin              | Zeit                 |
| ----- | ---- | --------------------- | -------------------- |
| 1     | CAN  | Summer McIntosh       | 2:01,99 min (AM, CR) |
| 2     | USA  | Regan Smith           | 2:04,99 min          |
| 3     | AUS  | Elizabeth Dekkers     | 2:06,12 min          |
| 4     | CHN  | Yu Zidi               | 2:06,43 min          |
| 5     | DEN  | Helena Rosendahl Bach | 2:07,47 min          |
| 6     | USA  | Caroline Bricker      | 2:07,59 min          |
| 7     | GBR  | Emily Richards        | 2:07,99 min          |
| 8     | IRL  | Ellen Walshe          | 2:08,34 min          |

#### 200 m Lagen
| Platz | Land | Athletin           | Zeit        |
| ----- | ---- | ------------------ | ----------- |
| 1     | CAN  | Summer McIntosh    | 2:06,69 min |
| 2     | USA  | Alexandra Walsh    | 2:08,58 min |
| 3     | CAN  | Mary-Sophie Harvey | 2:09,15 min |
| 4     | CHN  | Yu Zidi            | 2:09,21 min |
| 5     | JPN  | Mio Narita         | 2:09,56 min |
| 6     | GBR  | Abbie Wood         | 2:09,62 min |
| 7     | ISR  | Anastasia Gorbenko | 2:10,26 min |
| 8     | IRL  | Ellen Walshe       | 2:11,57 min |

#### 400 m Lagen
| Platz | Land | Athletin        | Zeit             |
| ----- | ---- | --------------- | ---------------- |
| 1     | CAN  | Summer McIntosh | 4:25,78 min (CR) |
| 2     | AUS  | Jenna Forrester | 4:33,26 min      |
| 3     | JPN  | Mio Narita      | 4:33,26 min      |
| 4     | CHN  | Yu Zidi         | 4:33,76 min      |
| 5     | USA  | Emma Weyant     | 4:34,01 min      |
| 6     | USA  | Katie Grimes    | 4:36,52 min      |
| 7     | JPN  | Waka Kobori     | 4:38,05 min      |
| 8     | GBR  | Freya Colbert   | 4:40,21 min      |

#### 4 × 100 m Freistil
| Platz | Land | Athletinnen                                                            | Zeit        |
| ----- | ---- | ---------------------------------------------------------------------- | ----------- |
| 1     | AUS  | Mollie O’Callaghan Meg Harris Milla Jansen Olivia Wunsch               | 3:30,60 min |
| 2     | USA  | Simone Manuel Kate Douglass Erin Gemmell Torri Huske                   | 3:31,04 min |
| 3     | NED  | Milou van Wijk Tessa Giele Sam van Nunen Marrit Steenbergen            | 3:33,89 min |
| 4     | CHN  | Cheng Yujie Liu Yaxin Yu Yiting Wu Qingfeng                            | 3:34,17 min |
| 5     | FRA  | Béryl Gastaldello Marina Jehl Albane Cachot Marie Wattel               | 3:34,62 min |
| 6     | NAB  | Darja Trofimowa Alexandra Kusnezowa Alina Gaifutdinowa Darja Klepikowa | 3:34,69 min |
| 7     | ITA  | Sara Curtis Emma Virginia Menicucci Chiara Tarantino Sofia Morini      | 3:35,18 min |
| 8     | HUN  | Lilla Minna Ábrahám Petra Senánszky Panna Ugrai Nikolett Pádár         | 3:36,34 min |

10.  3:38,30 min –0im Vorlauf ausgeschieden

#### 4 × 200 m Freistil
| Platz | Land | Athletinnen                                                                  | Zeit             |
| ----- | ---- | ---------------------------------------------------------------------------- | ---------------- |
| 1     | AUS  | Lani Pallister Jamie Perkins Brittany Castelluzzo Mollie O'Callaghan         | 7:39,35 min      |
| 2     | USA  | Claire Weinstein Anna Peplowski Erin Gemmell Katie Ledecky                   | 7:40,01 min (AM) |
| 3     | CHN  | Yaxin Lin Peiqi Yang Yiting Yu Bingjie Li                                    | 7:42,99 min      |
| 4     | HUN  | Nikolett Pádár Dora Molnar Panna Ugrai Lilla Minna Ábrahám                   | 7:49,66 min      |
| 5     | GBR  | Freya Colbert Freya Anderson Abbie Wood Leah Schlosshan                      | 7:51,87 min      |
| 6     | CAN  | Brooklyn Douthwright Sienna Angove Ella Cosgrove Ella Jansen                 | 7:52,52 min      |
| 7     | ITA  | Anna Chiara Mascolo Bianca Nannucci Matilde Biagotti Emma Virginia Menicucci | 7:54,16 min      |
| 8     | JPN  | Nagisa Ikemoto Miyu Namba Waka Kobori Ichika Kajimoto                        | 7:58,13 min      |

#### 4 × 100 m Lagen
| Platz | Land | Athletinnen                                                              | Zeit             |
| ----- | ---- | ------------------------------------------------------------------------ | ---------------- |
| 1     | USA  | Regan Smith Kate Douglass Gretchen Walsh Torri Huske                     | 3:49,34 min (WR) |
| 2     | AUS  | Kaylee McKeown Ella Ramsay Alexandria Perkins Mollie O'Callaghan         | 3:52,67 min      |
| 3     | CHN  | Peng Xuwei Tang Qianting Zhang Yufei Cheng Yujie                         | 3:54,77 min      |
| 4     | NAB  | Alina Gaifutdinowa Jewgenija Tschikunowa Darja Klepikowa Darja Trofimowa | 3:55,17 min      |
| 5     | CAN  | Kylie Masse Sophie Angus Summer McIntosh Taylor Ruck                     | 3:55,63 min      |
| 6     | GER  | Lise Seidel Anna Elendt Angelina Köhler Nina Holt                        | 3:56,02 min      |
| 7     | JPN  | Miki Takahashi Satomi Suzuki Mizuki Hirai Nagisa Ikemoto                 | 3:57,63 min      |
| 8     | GBR  | Lauren Cox Angharad Evans Emily Large Freya Anderson                     | 3:57,95 min      |

### Männer

#### 50 m Freistil
| Platz | Land | Athlet           | Zeit    |
| ----- | ---- | ---------------- | ------- |
| 1     | AUS  | Cameron McEvoy   | 21,14 s |
| 2     | GBR  | Benjamin Proud   | 21,26 s |
| 3     | USA  | Jack Alexy       | 21,46 s |
| 4     | ITA  | Leonardo Deplano | 21,52 s |
| 5     | NAB  | Egor Kornev      | 21,53 s |
| 6     | SRB  | Andrej Barna     | 21,60 s |
| 7     | KOR  | Yuchan Ji        | 21,71 s |
| 8     | USA  | Santo Condorelli | 21,73 s |

#### 100 m Freistil
| Platz | Land | Athlet           | Zeit             |
| ----- | ---- | ---------------- | ---------------- |
| 1     | ROU  | David Popovici   | 46,51 s (CR, ER) |
| 2     | USA  | Jack Alexy       | 46,92 s          |
| 3     | AUS  | Kyle Chalmers    | 47,17 s          |
| 4     | BRA  | Guilherme Caribé | 47,35 s          |
| 5     | NAB  | Jegor Kornew     | 47,51 s          |
| 6     | USA  | Patrick Sammon   | 47,58 s          |
| 7     | FRA  | Maxime Grousset  | 47,59 s          |
| 7     | GBR  | Matthew Richards | 47,74 s          |

11.  Josha Salchow 47,88 s –0im Halbfinale ausgeschieden

32.  Heiko Gigler 49,05 s –0im Vorlauf ausgeschieden

#### 200 m Freistil
| Platz | Land | Athlet            | Zeit        |
| ----- | ---- | ----------------- | ----------- |
| 1     | ROU  | David Popovici    | 1:43,53 min |
| 2     | USA  | Luke Hobson       | 1:43,84 min |
| 3     | JPN  | Tatsuya Murasa    | 1:44,54 min |
| 4     | KOR  | Hwang Sun-woo     | 1:44,72 min |
| 5     | POL  | Kamil Sieradzki   | 1:45,22 min |
| 6     | ITA  | Carlos D’Ambrosio | 1:45,27 min |
| 7     | GBR  | James Guy         | 1:45,28 min |
| 8     | USA  | Gabriel Jett      | 1:45,92 min |

27.  Antonio Djakovic 1:47,96 min –0im Vorlauf ausgeschieden

#### 400 m Freistil
| Platz | Land | Athlet           | Zeit        |
| ----- | ---- | ---------------- | ----------- |
| 1     | GER  | Lukas Märtens    | 3:42,35 min |
| 2     | AUS  | Samuel Short     | 3:42,37 min |
| 3     | KOR  | Kim Woo-min      | 3:42,60 min |
| 4     | SWE  | Victor Johansson | 3:44,68 min |
| 5     | CHN  | Zhang Zhanshuo   | 3:44,82 min |
| 6     | ITA  | Marco De Tullio  | 3:44,92 min |
| 7     | BUL  | Petar Mizin      | 3:45,28 min |
| 8     | GER  | Oliver Klemet    | 3:46,86 min |

24.  Antonio Djakovic 3:49,14 min –0im Vorlauf ausgeschieden

#### 800 m Freistil
| Platz | Land | Athlet             | Zeit        |
| ----- | ---- | ------------------ | ----------- |
| 1     | TUN  | Ahmed Jaouadi      | 7:36,88 min |
| 2     | GER  | Sven Schwarz       | 7:39,96 min |
| 3     | GER  | Lukas Märtens      | 7:40,19 min |
| 4     | USA  | Bobby Finke        | 7:46,42 min |
| 5     | SWE  | Victor Johansson   | 7:47,00 min |
| 6     | TUR  | Kuzey Tunçelli     | 7:49,09 min |
| 7     | AUS  | Benjamin Goedemans | 7:50,72 min |
| 8     | IRL  | Daniel Wiffen      | 7:58,56 min |

#### 1500 m Freistil
| Platz | Land | Athlet            | Zeit         |
| ----- | ---- | ----------------- | ------------ |
| 1     | TUN  | Ahmed Jaouadi     | 14:34,41 min |
| 2     | GER  | Sven Schwarz      | 14:35,69 min |
| 3     | USA  | Bobby Finke       | 14:36,60 min |
| 4     | AUS  | Samuel Short      | 14:43,09 min |
| 5     | GER  | Florian Wellbrock | 14:44,29 min |
| 6     | TUR  | Kuzey Tunçelli    | 14:52,44 min |
| 7     | HUN  | Zalán Sárkány     | 14:55,17 min |
| 8     | FRA  | Damien Joly       | 15:19,06 min |

#### 50 m Rücken
| Platz | Land | Athlet             | Zeit    |
| ----- | ---- | ------------------ | ------- |
| 1     | NAB  | Kliment Kolesnikow | 23,68 s |
| 2     | RSA  | Pieter Coetze      | 24,17 s |
| 2     | NAB  | Pavel Samusenko    | 24,17 s |
| 4     | POL  | Ksawery Masiuk     | 24,51 s |
| 5     | USA  | Quintin McCarty    | 24,58 s |
| 6     | GRE  | Apostolos Christou | 24,59 s |
| 7     | AUS  | Isaac Cooper       | 24,61 s |
| 8     | HUN  | Hubert Kós         | 24,62 s |

14.  Vincent Passek 24,82 s –0im Halbfinale ausgeschieden

#### 100 m Rücken
| Platz | Land | Athlet               | Zeit    |
| ----- | ---- | -------------------- | ------- |
| 1     | RSA  | Pieter Coetze        | 51,85 s |
| 2     | ITA  | Thomas Ceccon        | 51,90 s |
| 3     | FRA  | Yohann Ndoye-Brouard | 51,92 s |
| 4     | HUN  | Hubert Kós           | 52,20 s |
| 5     | GBR  | Oliver Morgan        | 52,37 s |
| 6     | NAB  | Kliment Kolesnikow   | 52,38 s |
| 7     | NAB  | Miron Lifinzew       | 52,51 s |
| 8     | GRE  | Apostolos Christou   | 52,62 s |

#### 200 m Rücken
| Platz | Land | Athlet               | Zeit        |
| ----- | ---- | -------------------- | ----------- |
| 1     | HUN  | Hubert Kós           | 1:53,19 min |
| 2     | RSA  | Pieter Coetze        | 1:53,36 min |
| 3     | FRA  | Yohann Ndoye-Brouard | 1:54,62 min |
| 4     | CAN  | Blake Tierney        | 1:55,09 min |
| 5     | GRE  | Apostolos Siskos     | 1:55,13 min |
| 6     | CZE  | Jan Čejka            | 1:55,37 min |
| 7     | SUI  | Roman Mityukov       | 1:55,57 min |
| 8     | GBR  | Luke Greenbank       | 1:56,26 min |

20.  Lukas Märtens 1:57,31 min – im Vorlauf ausgeschieden

#### 50 m Brust
| Platz | Land | Athlet           | Zeit    |
| ----- | ---- | ---------------- | ------- |
| 1     | ITA  | Simone Cerasuolo | 26,54 s |
| 2     | NAB  | Kirill Prigoda   | 26,62 s |
| 3     | CHN  | Qin Haiyang      | 26,67 s |
| 4     | NAB  | Iwan Koschakin   | 26,73 s |
| 5     | GER  | Melvin Imoudu    | 26,74 s |
| 6     | RSA  | Chris Smith      | 26,75 s |
| 7     | NED  | Koen De Groot    | 26,81 s |
| 8     | AUT  | Luka Mladenovic  | 26,89 s |

19.  Lucas Matzerath 27,25 s – im Vorlauf ausgeschieden

30.  Bernhard Reitshammer 27,53 s – im Vorlauf ausgeschieden

44.  Gian-Luca Gartmann 28,10 s – im Vorlauf ausgeschieden

#### 100 m Brust
| Platz | Land | Athlet             | Zeit    |
| ----- | ---- | ------------------ | ------- |
| 1     | CHN  | Qin Haiyang        | 58,23 s |
| 2     | ITA  | Nicolò Martinenghi | 58,58 s |
| 3     | KGZ  | Denis Petraschow   | 58,88 s |
| 4     | NED  | Caspar Corbeau     | 59,06 s |
| 5     | ITA  | Ludovico Viberti   | 59,08 s |
| 6     | GER  | Lucas Matzerath    | 59,14 s |
| 7     | USA  | Josh Matheny       | 59,26 s |
| 8     | NAB  | Danil Semjaninow   | 59,55 s |
| DSQ   | NAB  | Kirill Prigoda     | –       |

10.  Melvin Imoudu 59,43 s – im Halbfinale ausgeschieden

30.  Bernhard Reitshammer 1:01,09 min – im Vorlauf ausgeschieden

#### 200 m Brust
| Platz | Land | Athlet             | Zeit        |
| ----- | ---- | ------------------ | ----------- |
| 1     | CHN  | Qin Haiyang        | 2:07,41 min |
| 2     | JPN  | Ippei Watanabe     | 2:07,70 min |
| 3     | NED  | Caspar Corbeau     | 2:07,73 min |
| 4     | NAB  | Kirill Prigoda     | 2:07,99 min |
| 5     | USA  | AJ Pouch           | 2:09,13 min |
| 6     | JPN  | Yamato Fukasawa    | 2:09,21 min |
| 7     | ESP  | Carles Coll Marti  | 2:09,44 min |
| DSQ   | NAB  | Alexander Zhigalov | –           |

21.  Luka Mladenovic 2:12,03 min – im Vorlauf ausgeschieden

#### 50 m Schmetterling
| Platz | Land | Athlet              | Zeit    |
| ----- | ---- | ------------------- | ------- |
| 1     | FRA  | Maxime Grousset     | 22,48 s |
| 2     | SUI  | Noè Ponti           | 22,51 s |
| 3     | ITA  | Thomas Ceccon       | 22,67 s |
| 4     | POR  | Diogo Matos Ribeiro | 22,77 s |
| 5     | GBR  | Benjamin Proud      | 22,79 s |
| 6     | NED  | Nyls Korstanje      | 22,84 s |
| 6     | GER  | Luca Nik Armbruster | 22,84 s |
| 8     | BRA  | Guilherme Santos    | 22,92 s |

10.  Simon Bucher 22,95 s (NR) – im Halbfinale ausgeschieden

#### 100 m Schmetterling
| Platz | Land | Athlet          | Zeit         |
| ----- | ---- | --------------- | ------------ |
| 1     | FRA  | Maxime Grousset | 49,62 s (ER) |
| 2     | SUI  | Noè Ponti       | 49,83 s (NR) |
| 3     | CAN  | Ilya Kharun     | 50,07 s      |
| 4     | CAN  | Josh Liendo     | 50,09 s      |
| 5     | AUS  | Matthew Temple  | 50,57 s      |
| 6     | NAB  | Andrei Minakow  | 50,90 s      |
| 7     | AUT  | Simon Bucher    | 50,92 s      |
| 8     | ITA  | Thomas Ceccon   | 51,12 s      |

27.  Luca Nik Armbruster 52,05 s – im Vorlauf ausgeschieden

29.  Josha Salchow 52,24 s – im Vorlauf ausgeschieden

#### 200 m Schmetterling
| Platz | Land | Athlet                | Zeit        |
| ----- | ---- | --------------------- | ----------- |
| 1     | USA  | Luca Urlando          | 1:51,87 min |
| 2     | POL  | Krzysztof Chmielewski | 1:52,64 min |
| 3     | AUS  | Harrison Turner       | 1:54,17 min |
| 4     | CAN  | Ilya Kharun           | 1:54,34 min |
| 5     | USA  | Carson Foster         | 1:54,62 min |
| 6     | ITA  | Alberto Razzetti      | 1:54,85 min |
| 7     | CHN  | Chen Juner            | 1:55,25 min |
| 8     | ITA  | Federico Burdisso     | 1:55,27 min |

22.  Marius Toscan 1:58,60 min – im Vorlauf ausgeschieden

#### 200 m Lagen
Der Franzose Léon Marchand stellte im Halbfinale in 1:52,69 min einen neuen Weltrekord auf.
| Platz | Land | Athlet              | Zeit        |
| ----- | ---- | ------------------- | ----------- |
| 1     | FRA  | Léon Marchand       | 1:53,68 min |
| 2     | USA  | Shaine Casas        | 1:54,30 min |
| 3     | HUN  | Hubert Kós          | 1:55,34 min |
| 4     | GBR  | Duncan Scott        | 1:56,32 min |
| 5     | AUS  | Lewis Clareburt     | 1:57,06 min |
| 6     | JPN  | Tomoyuki Matsushita | 1:57,52 min |
| 7     | CHN  | Wang Shun           | 1:57,92 min |
| 8     | JPN  | Kosuke Makino       | 1:59,25 min |

#### 400 m Lagen
| Platz | Land | Athlet              | Zeit        |
| ----- | ---- | ------------------- | ----------- |
| 1     | FRA  | Léon Marchand       | 4:04,73 min |
| 2     | JPN  | Tomoyuki Matsushita | 4:08,32 min |
| 3     | NAB  | Ilja Borodin        | 4:09,16 min |
| 4     | JPN  | Asaki Nishikawa     | 4:10,21 min |
| 5     | NAB  | Maxim Stupin        | 4:12,46 min |
| 6     | HUN  | Gábor Zombori       | 4:12,51 min |
| 7     | GBR  | Max Litchfield      | 4:12,77 min |
| 8     | AUS  | Brendon Smith       | 4:13,28 min |

#### 4 × 100 m Freistil
| Platz | Land | Athleten                                                       | Zeit             |
| ----- | ---- | -------------------------------------------------------------- | ---------------- |
| 1     | AUS  | Flynn Southam Kai Taylor Maximillian Giuliani Kyle Chalmers    | 3:08,97 min (OC) |
| 2     | ITA  | Carlos D’Ambrosio Thomas Ceccon Lorenzo Zazzeri Manuel Frigo   | 3:09,58 min      |
| 3     | USA  | Jack Alexy Patrick Sammon Chris Guiliano Jonny Kulow           | 3:09,64 min      |
| 4     | GBR  | Jacob Mills Matthew Richards Jacob Whittle Duncan Scott        | 3:10,73 min      |
| 5     | CHN  | Chen Juner Wang Haoyu Liu Wudi Pan Zhanle                      | 3:11,15 min      |
| 6     | HUN  | Nándor Németh Szebasztián Szabó Dániel Mészáros Adam Jaszo     | 3:12,75 min      |
| 7     | LTU  | Tomas Navikonis Tomas Lukminas Tajus Juška Danas Rapšys        | 3:12,84 min      |
| 8     | CAN  | Ruslan Gaziev Joshua Liendo Antoine Sauve Filip Senc-Samardzic | 3:12,89 min      |

12.  3:12,89 min –0im Vorlauf ausgeschieden

#### 4 × 200 m Freistil
| Platz | Land | Athleten                                                        | Zeit             |
| ----- | ---- | --------------------------------------------------------------- | ---------------- |
| 1     | GBR  | Matthew Richards James Guy Jack McMillan Duncan Scott           | 6:59,84 min      |
| 2     | CHN  | Xinjie Ji Zhanle Pan Shun Wang Zhanshuo Zhang                   | 7:00,91 min (AS) |
| 3     | AUS  | Flynn Southam Charlie Hawke Kai Taylor Maximillian Giuliani     | 7:00,98 min      |
| 4     | USA  | Henry McFadden Gabriel Jett Luke Hobson Rex Maurer              | 7:01,24 min      |
| 5     | KOR  | Youngbeom Kim Woomin Kim Hojoon Lee Sunwoo Hwang                | 7:02,29 min      |
| 6     | FRA  | Roman Fuchs Yann le Goff Rafael Fente-Damers Leon Marchand      | 7:03,69 min      |
| 7     | ITA  | Carlos D'Ambrosio Filippo Megli Marco de Tullio Stefano di Cola | 7:05,54 min      |
| 8     | ISR  | Dennis Loktev Yoav Romano Alexey Glivinskiy Daniel Krichevsky   | 7:06,76 min      |

9.  7:07,54 min –0im Vorlauf ausgeschieden

#### 4 × 100 m Lagen
| Platz | Land | Athleten                                                             | Zeit                 |
| ----- | ---- | -------------------------------------------------------------------- | -------------------- |
| 1     | NAB  | Miron Lifintsev Kirill Prigoda Andrei Minakov Jegor Kornev           | 3:26,93 min (ER, CR) |
| 2     | FRA  | Yohann Ndoye-Brouard Leon Marchand Maxime Grousset Yann Le Goff      | 3:27,96 min          |
| 3     | USA  | Tommy Janton Josh Matheny Dare Rose Jack Alexy                       | 3:28,62 min          |
| 4     | ITA  | Thomas Ceccon Nicolò Martinenghi Federico Burdisso Carlos D'Ambrosio | 3:28,72 min          |
| 5     | CAN  | Blake Tierney Oliver Dawson Ilya Kharun Josh Liendo                  | 3:29,75 min          |
| 6     | GBR  | Oliver Morgan Gregory Butler Edward Mildred Duncan Scott             | 3:30,63 min          |
| 7     | KOR  | Juho Lee Dongyeol Choi Youngbeom Kim Sunwoo Hwang                    | 3:32,32 min          |
| 8     | NED  | Kai Van Westering Caspar Corbeau Nyls Korstanje Sean Niewold         | 3:32,35 min          |

### Gemischte Staffeln

#### 4 × 100 m Freistil
| Platz | Land | Athleten                                                                               | Zeit             |
| ----- | ---- | -------------------------------------------------------------------------------------- | ---------------- |
| 1     | USA  | Jack Alexy Patrick Sammon Kate Douglass Torri Huske                                    | 3:18,48 min (WR) |
| 2     | NAB  | Jegor Kronev Ivan Girev Daria Trofimowa Daria Klepikowa                                | 3:19,68 min (ER) |
| 3     | FRA  | Maxime Grousset Yann Le Goff Marie Wattel Béryl Gastaldello                            | 3:21,35 min      |
| 4     | ITA  | Manuel Frigo Carlos D'Ambrosio Sara Curtis Emma Menicucci                              | 3:21,48 min      |
| 5     | NED  | Sean Niewold Renzo Tjon-A-Joe Milou Van Wijk Marrit Steenbergen                        | 3:21,71 min      |
| 6     | CAN  | Ruslan Gayiev Josh Liendo Mary-Sophie Harvey Taylor Ruck                               | 3:23,16 min      |
| 7     | ESP  | Sergio De Celis Montalban Luca Hoek Le Guenedal Carmen Weiler Sastre Maria Daza Garcia | 3:24,87 min      |
| 8     | GER  | Josha Salchow Rafael Miroslaw Nina Holt Nina Jazy                                      | 3:25,29 min      |

#### 4 × 100 m Lagen
| Platz | Land | Athleten                                                             | Zeit             |
| ----- | ---- | -------------------------------------------------------------------- | ---------------- |
| 1     | NAB  | Miron Lifintsev Kirill Prigoda Daria Klepikowa Daria Trofimowa       | 3:37,97 min (CR) |
| 2     | CHN  | Jiayu Xu Haiyang Qin Yufei Zhang Quingfeng Wu                        | 3:39,99 min      |
| 3     | CAN  | Kylie Masse Oliver Dawson Josh Liendo Taylor Ruck                    | 3:40,90 min      |
| 4     | NED  | Kai Van Westering Caspar Corbeau Tessa Giele Marrit Steenbergen      | 3:40,97 min      |
| 5     | AUS  | Kaylee McKeown Nash Wilkes Matthew Temple Milla Jansen               | 3:41,02 min      |
| 6     | ITA  | Christian Bacico Nicolò Martinenghi Costanza Cocconcelli Sara Curtis | 3:42,19 min      |
| 7     | JPN  | Riku Matsuyama Taku Taniguchi Mizuki Hirai Nagisa Ikemoto            | 3:44,15 min      |
| 8     | POL  | Ksawery Masiuk Dominika Sztandera Jakub Majerski Katarzyna Wasick    | 3:44,27 min      |

11.  3:44,53 min –0im Vorlauf ausgeschieden

## Ergebnisse Freiwasserschwimmen
Im Rahmen der Freiwasserwettbewerbe wurden erstmalig Weltmeister der Frauen und Männer im 3-km-Knockout-Sprints ermittelt. Dabei schwammen die Athleten in drei aufeinanderfolgenden, kürzer werdenden Rennen über 1,5 km, 1 km und 500 m, wobei jeweils nur eine definierte Anzahl Athleten in der nächsten Runde startberechtigt war.

### Frauen

#### 3 km Knockout Sprints
| Platz | Land | Athletin            | Zeit       |
| ----- | ---- | ------------------- | ---------- |
| 1     | JPN  | Ichika Kajimoto     | 6:19,9 min |
| 2     | ITA  | Ginevra Taddeucci   | 6:21,9 min |
| 3     | AUS  | Moesha Johnson      | 6:23,1 min |
| 3     | HUN  | Bettina Fábián      | 6:23,1 min |
| 5     | GER  | Isabel Gose         | 6:23,3 min |
| 5     | GER  | Lea Boy             | 6:23,3 min |
| 7     | MON  | Lisa Pou            | 6:25,1 min |
| 8     | NAB  | Margarita Jerschowa | 6:26,9 min |

#### 5 km
| Platz | Land | Athletin                   | Zeit        |
| ----- | ---- | -------------------------- | ----------- |
| 1     | AUS  | Moesha Johnson             | 1:02:01,3 h |
| 2     | ITA  | Ginevra Taddeucci          | 1:02:02,3 h |
| 3     | JPN  | Ichika Kajimoto            | 1:02:28,9 h |
| 4     | ESP  | María de Valdés            | 1.02:33,1 h |
| 5     | GER  | Celine Rieder              | 1:02:34,1 h |
| 6     | MON  | Lisa Pou                   | 1:02:36,3 h |
| 7     | HUN  | Viktória Mihályvári-Farkas | 1:02:39,4 h |
| 8     | BRA  | Ana Marcela Cunha          | 1:03:10,2 h |

–00 Jeannette Spiwoks DNS

#### 10 km
| Platz | Land | Athletin          | Zeit        |
| ----- | ---- | ----------------- | ----------- |
| 1     | AUS  | Moesha Johnson    | 2:07:51,3 h |
| 2     | ITA  | Ginevra Taddeucci | 2:07:55,7 h |
| 3     | MON  | Lisa Pou          | 2:07:57,5 h |
| 4     | ESP  | María de Valdés   | 2:08:09,6 h |
| 5     | ESP  | Ángela Martínez   | 2:08:17,3 h |
| 6     | BRA  | Ana Marcela Cunha | 2:09:21,9 h |
| 7     | POR  | Mafalda Rosa      | 2:09:22,7 h |
| 8     | JPN  | Ichika Kajimoto   | 2:09:27,8 h |

15.  Jeannette Spiwoks 2:12:36,3 h

–00 Lea Boy DNF

### Männer

#### 3 km Knockout Sprints
| Platz | Land | Athlet               | Zeit       |
| ----- | ---- | -------------------- | ---------- |
| 1     | GER  | Florian Wellbrock    | 5:46,0 min |
| 2     | HUN  | Dávid Betlehem       | 5:47,7 min |
| 3     | FRA  | Marc-Antoine Olivier | 5:51,1 min |
| 4     | ITA  | Gregorio Paltrinieri | 5:58,9 min |
| 5     | AUS  | Thomas Raymond       | 5:59,0 min |
| 6     | HUN  | Kristóf Rasovszky    | 6:06,0 min |
| 7     | USA  | Ivan Puskovitch      | 6:07,2 min |
| 8     | FRA  | Logan Fontaine       | 6:07,2 min |

Halbfinale (1 km)

12.  Luca Karl 11:33,2 min – ausgeschieden

13.  Paul Niederberger 11:34,1 min – ausgeschieden

14.  Christian Schreiber 11:34,2 min – ausgeschieden

17.  Oliver Klemet 11:34,9 min – ausgeschieden

#### 5 km
| Platz | Land | Athlet               | Zeit        |
| ----- | ---- | -------------------- | ----------- |
| 1     | GER  | Florian Wellbrock    | 57:26,4 min |
| 2     | ITA  | Gregorio Paltrinieri | 57:29,3 min |
| 3     | FRA  | Marc-Antoine Olivier | 57:30,4 min |
| 4     | ITA  | Marcello Guidi       | 57:32,3 min |
| 5     | NAB  | Denis Adejew         | 57:37,2 min |
| 6     | HUN  | Dávid Betlehem       | 57:37,2 min |
| 7     | AUS  | Kyle Lee             | 57:39,6 min |
| 8     | AUT  | Luca Karl            | 57:42,0 min |

09.  Oliver Klemet 57:42,2 min

11.  Paul Niederberger 58:03,9 min

21.  Christian Schreiber 1:00:27.7 h

#### 10 km
| Platz | Land | Athlet               | Zeit        |
| ----- | ---- | -------------------- | ----------- |
| 1     | GER  | Florian Wellbrock    | 1:59:55,5 h |
| 2     | ITA  | Gregorio Paltrinieri | 1:59:59,2 h |
| 3     | AUS  | Kyle Lee             | 2:00:10,3 h |
| 4     | GER  | Oliver Klemet        | 2:00:10,4 h |
| 5     | AUT  | Luca Karl            | 2:00:30,4 h |
| 6     | NAB  | Denis Adejew         | 2:00:35,8 h |
| 7     | ITA  | Andrea Filadelli     | 2:00:43,7 h |
| 8     | AUS  | Nicholas Sloman      | 2:01:01,9 h |

10.  Christian Schreiber 2:01:39,5 h

19.  Paul Niederberger 2:03:29,5 h

### Team

#### 4 × 1,5 km
| Platz | Land | Athleten                                                                   | Zeit        |
| ----- | ---- | -------------------------------------------------------------------------- | ----------- |
| 1     | GER  | Celine Rieder Oliver Klemet Isabel Marie Gose Florian Wellbrock            | 1:09:13,3 h |
| 2     | ITA  | Barbara Pozzobon Ginevra Taddeucci Marcello Guidi Gregorio Paltrinieri     | 1:09:15,4 h |
| 3     | HUN  | Bettina Fábián Viktória Mihályvári-Farkas Kristóf Rasovszky Dávid Betlehem | 1:09:16,7 h |
| 4     | FRA  | Clémence Coccordano Marc-Antoine Olivier Inès Delacroix Logan Fontaine     | 1:09:24,7 h |
| 5     | AUS  | Chelsea Gubecka Nicholas Sloman Moesha Johnson Kyle Lee                    | 1:09:59,3 h |
| 6     | NAB  | Margarita Jerschowa Xenija Mischarina Saweli Lusin Denis Adejew            | 1:10:24,0 h |
| 7     | BRA  | Ana Marcela Cunha Viviane Jungblut Matheus Melecchi Luiz Loureiro          | 1:10:27,2 h |
| 8     | USA  | Mariah Denigan Brooke Travis Charlie Clark Joey Tepper                     | 1:12:01,6 h |

## Ergebnisse Wasserspringen

### Frauen

#### 1-Meter-Einzel (Sprungbrett)
| Platz | Land | Athletin          | Punkte |
| ----- | ---- | ----------------- | ------ |
| 1     | AUS  | Maddison Keeney   | 308,00 |
| 2     | CHN  | Li Yajie          | 290,25 |
| 3     | ITA  | Chiara Pellacani  | 270,80 |
| 4     | USA  | Hailey Hernandez  | 270,45 |
| 5     | SUI  | Michelle Heimberg | 265,65 |
| 6     | NAB  | Kristina Iljinych | 261,85 |
| 7     | MEX  | Mía Cueva         | 260,05 |
| 8     | GBR  | Yasmin Harper     | 258,45 |

13.  Lena Hentschel 238,65 Punkte – im Vorkampf ausgeschieden

#### 3-Meter-Synchron (Sprungbrett)
| Platz | Land | Athletinnen                       | Punkte |
| ----- | ---- | --------------------------------- | ------ |
| 1     | CHN  | Chen Jia Chen Yiwen               | 325,20 |
| 2     | GBR  | Yasmin Harper Scarlett Mew Jensen | 298,35 |
| 3     | MEX  | Lía Cueva Mía Cueva               | 294,36 |
| 4     | AUS  | Maddison Keeney Alysha Koloi      | 285,18 |
| 5     | ITA  | Chiara Pellacani Elisa Pizzini    | 279,27 |
| 6     | GER  | Lena Hentschel Jette Müller       | 268,17 |
| 7     | USA  | Bailee Sturgill Lily Witte        | 261,18 |
| 8     | UKR  | Ksenija Botschek Diana Karnafel   | 260,88 |

#### 10-Meter-Einzel (Plattform Turm)
| Platz | Land | Athletin             | Punkte |
| ----- | ---- | -------------------- | ------ |
| 1     | CHN  | Chen Yuxi            | 430,50 |
| 2     | GER  | Pauline Pfeif        | 367,10 |
| 3     | CHN  | Xie Peiling          | 358,20 |
| 4     | CAN  | Katelyn Fung         | 343,20 |
| 5     | AUS  | Ellie Cole           | 340,00 |
| 6     | PRK  | Jo Jin-mi            | 338,00 |
| 7     | NAB  | Jekaterina Beljajewa | 335,10 |
| 8     | USA  | Bayleigh Cranford    | 329,50 |

#### 10-Meter-Synchron (Plattform Turm)
| Platz | Land | Athletinnen                          | Punkte |
| ----- | ---- | ------------------------------------ | ------ |
| 1     | CHN  | Chen Yuxi Zhang Minjie               | 349,26 |
| 2     | MEX  | Gabriela Agúndez Alejandra Estudillo | 304,80 |
| 3     | PRK  | Jo Jin-mi Kim Mi-hwa                 | 293,34 |
| 4     | AUS  | Ellie Cole Milly Puckeridge          | 283,62 |
| 5     | GBR  | Maisie Bond Lois Toulson             | 282,54 |
| 6     | USA  | Bayleigh Cranford Daryn Wright       | 274,41 |
| 7     | NAB  | Alexandra Kedrina Anna Konanychina   | 269,46 |
| 8     | CAN  | Katelyn Fung Kate Miller             | 269,34 |

12.  Carolina Coordes / Pauline Pfeif 253,68 Punkte – im Vorkampf ausgeschieden

### Männer

#### 1-Meter-Einzel (Sprungbrett)
| Platz | Land | Athlet            | Punkte |
| ----- | ---- | ----------------- | ------ |
| 1     | CHN  | Zheng Jiuyuan     | 443,70 |
| 2     | MEX  | Osmar Olivera     | 429,60 |
| 3     | CHN  | Yan Siyu          | 405,50 |
| 4     | GBR  | Jordan Houlden    | 405,15 |
| 5     | FRA  | Jules Bouyer      | 390,15 |
| 6     | GER  | Moritz Wesemann   | 386,70 |
| 7     | DOM  | Lorenzo Marsaglia | 383,70 |
| 8     | NAB  | Gennadi Fokin     | 381,00 |

9.  Lou Massenberg – 360,45 Punkte

#### 3-Meter-Synchron (Sprungbrett)
| Platz | Land | Athleten                              | Punkte |
| ----- | ---- | ------------------------------------- | ------ |
| 1     | CHN  | Wang Zongyuan Zheng Jiuyuan           | 467,31 |
| 2     | MEX  | Juan Manuel Celaya Osmar Olvera       | 449,28 |
| 3     | GBR  | Anthony Harding Jack Laugher          | 405,33 |
| 4     | UKR  | Kirill Boljuch Stanislaw Olifertschyk | 387,99 |
| 5     | ITA  | Lorenzo Marsaglia Giovanni Tocci      | 375,60 |
| 6     | USA  | Grayson Campbell Jack Ryan            | 374,82 |
| 7     | NZL  | Liam Stone Frazer Tavener             | 361,11 |
| 8     | GER  | Timo Barthel Moritz Wesemann          | 319,89 |

#### 10-Meter-Synchron (Plattform Turm)
| Platz | Land | Athleten                                   | Punkte |
| ----- | ---- | ------------------------------------------ | ------ |
| 1     | CHN  | Cheng Zilong Zhu Zifeng                    | 429,63 |
| 2     | NAB  | Nikita Schleicher Ruslan Ternowoi          | 428,70 |
| 3     | USA  | Joshua Hedberg Carson Tylor                | 410,70 |
| 4     | GBR  | Kyle Kothari Robbie Lee                    | 399,27 |
| 5     | UKR  | Mark Hryzenko Oleksij Sereda               | 391,23 |
| 6     | GER  | Luis Avila Sanchez Jaden Eikermann         | 377,37 |
| 7     | MAS  | Elvis Priestly Anak Clement Enrique Harold | 374,70 |
| 8     | JPN  | Shu Ōkubo Rikuto Tamai                     | 369,24 |

17.  Anton Knoll / Dariush Lotfi 319,68 Punkte – im Vorkampf ausgeschieden

### Mixed

#### 10-Meter-Synchron (Plattform Turm)
| Platz | Land | Athleten                                  | Punkte |
| ----- | ---- | ----------------------------------------- | ------ |
| 1     | CHN  | Zhu Yongxin Xie Peiling                   | 323,04 |
| 2     | PRK  | Choe Wi-hyon Jo Jin-mi                    | 322,98 |
| 3     | NAB  | Alexander Bondar Anna Konanychina         | 311,88 |
| 4     | MEX  | Kevin Berlín Alejandra Estudillo          | 304,56 |
| 5     | USA  | Tyler Wills Bayleigh Cranford             | 296,13 |
| 6     | UKR  | Kirill Boljuch Ksenija Bajlo              | 294,66 |
| 7     | ITA  | Riccardo Giovannini Sarah Jodoin di Maria | 280,14 |
| 8     | AUS  | Cassiel Rousseau Milly Puckeridge         | 279,48 |

#### Team
| Platz | Land | Athleten                                                                  | Punkte |
| ----- | ---- | ------------------------------------------------------------------------- | ------ |
| 1     | CHN  | Cheng Zilong Chen Yiwen Cao Yuan Chen Yuxi                                | 466,25 |
| 2     | MEX  | Osmar Olvera Randal Willars Alejandra Estudillo Zyanya Parra              | 426,30 |
| 3     | JPN  | Reo Nishida Shō Sakai Rin Kaneto Sayaka Mikami                            | 409,65 |
| 4     | USA  | Jack Ryan Carson Tyler Sophie Verzyl Daryn Wright                         | 404,90 |
| 5     | NAB  | Ilja Moltschanow Jelisaweta Kusina Ruslan Ternowoi Julija Timoschinina    | 400,35 |
| 6     | ITA  | Riccardo Giovannini Matteo Santoro Sarah Jodoin di Maria Chiara Pellacani | 386,85 |
| 7     | UKR  | Kirill Boljuch Oleksij Sereda Ksenija Bajlo Sofija Lyskun                 | 361,45 |
| 8     | GER  | Ole Rösler Moritz Wesemann Pauline Pfeif Jette Müller                     | 360,85 |

## Ergebnisse Synchronschwimmen

### Frauen

#### Solo (technisches Programm)
| Platz | Land | Athletin              | Punkte   |
| ----- | ---- | --------------------- | -------- |
| 1     | CHN  | Xu Huiyan             | 272,9917 |
| 2     | NAA  | Wassilina Chandoschka | 260,5416 |
| 3     | ESP  | Iris Tió              | 260,2197 |
| 4     | AUT  | Vasiliki Alexandri    | 253,8417 |
| 5     | GER  | Klara Bleyer          | 253,2892 |
| 6     | JPN  | Moe Higa              | 251,2184 |
| 7     | ITA  | Enrica Piccoli        | 240,2850 |
| 8     | FRA  | Romane Temessek       | 239,7925 |

#### Solo (freies Programm)
| Platz | Land | Athletin              | Punkte   |
| ----- | ---- | --------------------- | -------- |
| 1     | ESP  | Iris Tió              | 245,1913 |
| 2     | CHN  | Xu Huiyan             | 241,0025 |
| 3     | NAA  | Wassilina Chandoschka | 239,5437 |
| 4     | AUT  | Vasiliki Alexandri    | 238,9976 |
| 5     | GER  | Klara Bleyer          | 237,5600 |
| 6     | ITA  | Enrica Piccoli        | 232,6551 |
| 7     | NED  | Marloes Steenbeek     | 226,3387 |
| 8     | CAN  | Audrey Lamothe        | 224,2263 |

#### Duett (technisches Programm)
| Platz | Land | Athletin                                     | Punkte   |
| ----- | ---- | -------------------------------------------- | -------- |
| 1     | AUT  | Anna-Maria Alexandri Eirini-Marina Alexandri | 307,1451 |
| 2     | CHN  | Li Yanhan Lin Yanjun                         | 301,4057 |
| 3     | NAB  | Maija Doroschko Tatjana Gaidai               | 300,2183 |
| 4     | JPN  | Moe Higa Tomoka Satō                         | 295,6240 |
| 5     | ESP  | Txell Ferré Gaset Lilou Lluís Valette        | 287,3898 |
| 6     | ITA  | Enrica Piccoli Lucrezia Puggiero             | 285,0441 |
| 7     | NAA  | Darja Fedaruk Wassilina Chandoschka          | 277,4267 |
| 8     | MEX  | Fernanda Arellano Itzamary González          | 276,7307 |

13.  Klara Bleyer & Amelie Blumenthal Haz 261,1208 Punkte – im Vorkampf ausgeschieden

#### Duett (freies Programm)
| Platz | Land | Athletin                           | Punkte   |
| ----- | ---- | ---------------------------------- | -------- |
| 1     | ESP  | Lilou Lluís Valette Iris Tió       | 282,6087 |
| 2     | ITA  | Enrica Piccoli Lucrezia Ruggiero   | 278,7137 |
| 3     | NAB  | Maija Doroschko Tatjana Gaidai     | 277,1117 |
| 4     | CHN  | Li Yanhan Lin Yanjun               | 274,3090 |
| 5     | FRA  | Laëlys Alavez Romane Lunel         | 257,9033 |
| 6     | GRE  | Sofia Malkogeorgou Vasiliki Thanou | 257,2792 |
| 7     | JPN  | Uta Kobayashi Tomoka Satō          | 254,9917 |
| 8     | GER  | Klara Bleyer Amelie Blumenthal Haz | 245,1512 |

### Männer

#### Solo (technisches Programm)
| Platz | Land | Athlet           | Punkte   |
| ----- | ---- | ---------------- | -------- |
| 1     | NAB  | Alexander Malzew | 251,7133 |
| 2     | ESP  | Dennis González  | 241,1667 |
| 3     | MEX  | Diego Villalobos | 238,1600 |
| 4     | CHN  | Guo Muye         | 235,0725 |
| 5     | GBR  | Ranjuo Tomblin   | 228,4316 |
| 6     | ITA  | Filippo Pelati   | 228,0800 |
| 7     | COL  | Gustavo Sánchez  | 225,1908 |
| 8     | CHI  | Nicolás Campos   | 220,6167 |

#### Solo (freies Programm)
| Platz | Land | Athlet           | Punkte   |
| ----- | ---- | ---------------- | -------- |
| 1     | NAB  | Alexander Malzew | 229,5613 |
| 2     | CHN  | Guo Muye         | 220,926  |
| 3     | ITA  | Filippo Pelati   | 213,9850 |
| 4     | GBR  | Ranjuo Tomblin   | 210,9125 |
| 5     | MEX  | Diego Villalobos | 206,8150 |
| 6     | ESP  | Jordi Cáceres    | 202,0400 |
| 7     | COL  | Gustavo Sánchez  | 198,9025 |
| 8     | KAZ  | Wiktor Drusin    | 197,9225 |

### Mixed

#### Duett (technisches Programm)
| Platz | Land | Athlet                                 | Punkte   |
| ----- | ---- | -------------------------------------- | -------- |
| 1     | NAB  | Maija Gurbanberdijewa Alexander Malzew | 233,2100 |
| 2     | ESP  | Dennis González Mireia Hernández       | 230,4634 |
| 3     | ITA  | Filippo Pelati Lucrezia Ruggiero       | 228,0275 |
| 4     | GBR  | Isabelle Thorpe Ranjuo Tomblin         | 226,0899 |
| 5     | MEX  | Joana Jiménez Diego Villalobos         | 218,8959 |
| 6     | CHN  | Guo Muye Guo Sitong                    | 216,5234 |
| 7     | KAZ  | Nargisa Bolatowa Eduard Kim            | 199,8050 |
| 8     | CHI  | Nicolás Campos Theodora Garrido        | 199,7834 |

#### Duett (freies Programm)
| Platz | Land | Athlet                                     | Punkte   |
| ----- | ---- | ------------------------------------------ | -------- |
| 1     | ESP  | Dennis González Iris Tió                   | 323,8563 |
| 2     | NAB  | Alexander Malzew Olessja Platonowa         | 323,4438 |
| 3     | GBR  | Isabelle Thorpe Ranjuo Tomblin             | 322,0583 |
| 4     | ITA  | Filippo Pelati Lucrezia Ruggiero           | 315,9598 |
| 5     | COL  | Emily Minante Gustavo Sánchez              | 282,9484 |
| 6     | CHI  | Nicolás Campos Theodora Garrido            | 277,8287 |
| 7     | CHN  | Guo Muye Liu Jinhan                        | 256,8216 |
| 8     | THA  | Kantinan Adisaisiributr Supitchaya Songpan | 254,7522 |
| 9     | GER  | Maria Denisov Frithjof Seidel              | 203,1574 |

### Mannschaft

#### Akrobatik
| 1 | CHN | Chang Hao Cheng Wentao Feng Yu Lin Yanhan Li Yanvun Xiang Binxuan Xu Huiyan Zhang Yayi                                                              | 229,0186 |
| 2 | NAB | Anna Adrianowa Anastassija Bachtyrewa Darja Geloschwili Jekaterina Kossowa Jelisaweta Minajewa Ewelina Simonowa Jelisaweta Smirnowa Agnija Tulupowa | 224,7291 |
| 3 | ESP | Cristina Arámbula Txell Ferré Gaset Marina García Polo Dennis González Lilou Lluís Valette Meritxell Mas Paula Ramírez Sara Saldaña                 | 221,0962 |
| 4 | ITA | Beatrice Andina Marta Iacoacci Alessia Macchi Giorgia Lucia Macino Sofia Mastroianni Susanna Pedotti Sophie Tabbiani Guilia Vernice                 | 217,5667 |
| 5 | MEX | Regina Alférez Fernanda Arellano Miranda Barrera Itzamary González Glenda Inzunza Joana Jiménez Pamela Toscano Diego Villalobos                     | 216,7876 |
| 6 | FRA | Laëlys Alavez Anastasia Bayandina Angéline Bertinelli Ambre Esnault Laura Gonzalez Claudia Janvier Romane Lunel Eve Planeix                         | 211,2587 |
| 7 | UKR | Oleksandra Horezka Uljana Hrynischyna Alissa Kulyk Jelysaweta Lymar Darja Moschynska Marija Satschepa Anastassija Schmonina Marija Sdorowzowa       | 209,1731 |
| 8 | CAN | Georgia Hock Laurianne Imbeau Ximena Ortiz Montano Raphaelle Plante Halle Pratt Kenzie Priddell Alicia Rehel Claire Scheffel                        | 202,7948 |

#### Technisches Programm
| 1 | CHN | Chang Hao Cheng Wentao Dai Shiyi Feng Yu Li Xiuchen Lin Yanhan Xiang Binxuan Xu Huiyan                                                              | 307,8001 |
| 2 | NAB | Anna Adrianowa Anastassija Bachtyrewa Darja Geloschwili Jekaterina Kossowa Jelisaweta Minajewa Ewelina Simonowa Jelisaweta Smirnowa Agnija Tulupowa | 300,6183 |
| 3 | ESP | Cristina Arámbula Txell Ferré Gaset Marina García Polo Lilou Lluís Valette Alisa Ozhogina Paula Ramírez Sara Saldaña Iris Tió                       | 294,8575 |
| 4 | JPN | Kaho Aitaka Moka Fujii Moe Higa Yuka Kawase Uta Kobayashi Hinata Kumagai Tomoka Satō Nao Shirahase                                                  | 282,4134 |
| 5 | ITA | Valentina Bisi Beatrice Esegio Marta Iacoacci Alessia Macchi Sofia Mastroianni Susanna Pedotti Sophie Tabbiani Guilia Vernice                       | 282,3191 |
| 6 | USA | Ghizal Akbar Anita Alvarez Jaime Czarkowski Nicole Malina Dzurko Jacklyn Luu Emileen Moore Natalia Vega Karen Xue                                   | 273,6650 |
| 7 | UKR | Oleksandra Horezka Marija Hrynischyna Uljana Hrynischyna Alissa Kulyk Jelysaweta Lymar Darja Moschynska Marija Satschepa Anastassija Schmonina      | 273,0525 |
| 8 | FRA | Laëlys Alavez Angéline Bertinelli Jeanne Clair Ambre Esnault Claudia Janvier Romane Lunel Romane Temessek Lou Thuillier                             | 270,3816 |

#### Freies Programm
| Platz | Land | Athleten | Punkte   |
| ----- | ---- | --- | -------- |
| 1     | CHN  | Chang Hao Cheng Wentao Dai Shiyi Feng Yu Li Xiuchen Lin Yanhan Xiang Binxuan Xu Huiyan                                                                                 | 348,4779 |
| 2     | JPN  | Kaho Aitaka Moka Fujii Moe Higa Yuka Kawase Uta Kobayashi Tomoka Satō Nao Shirahase Sakurako Uchida                                                                    | 334,7232 |
| 3     | ESP  | Cristina Arámbula Txell Ferré Gaset Marina García Polo Dennis González Alisa Ozhogina Paula Ramírez Sara Saldaña Iris Tió                                              | 321,1328 |
| 4     | USA  | Ghizal Akbar Anita Alvarez Jaime Czarkowski Nicole Malina Dzurko Jacklyn Luu Daniella Ramirez Natalia Vega Karen Xue                                                   | 318,0808 |
| 5     | ITA  | Valentina Bisi Beatrice Esegio Marta Iacoacci Alessia Macchi Sofia Mastroianni Susanna Pedotti Sophie Tabbiani Guilia Vernice                                          | 313,4337 |
| 6     | MEX  | Regina Alférez Fernanda Arellano Miranda Barrera Itzamary González Glenda Inzunza Joana Jiménez Pamela Toscano Diego Villalobos                                        | 309,5349 |
| 7     | KAZ  | Dajana Schamanschalowa Aigerim Qurmanghalijewa Xenija Makarowa Arina Mjasnikowa Anna Pawlezowa Walerija Stolbunowa Jasmin Tujaqowa Schaklin Jakimowa                   | 277,8196 |
| 8     | NAA  | Anastassija Bernat Anastassija Dabrawolskaja Wolha Dsemidowitsch Marharyta Kiryljuk Ksenija Kuljaschowa Aljaksandra Mirontschyk Waleryja Schymanskaja Jana Trazeuskaja | 274,9779 |

## Ergebnisse Wasserball
| Disziplin | Gold | Silber | Bronze |
| --------- | --- | --- | --- |
| Männer    | SpanienUnai Aguirre Alberto Munárriz Álvaro Granados Bernat Sanahuja Miguel de Toro Marc Larumbe José Bustos Sergi Cabanas Roger Tahull Felipe Perrone Unai Biel Alejandro Bustos Eduardo Lorrio Biel Gomila Fran Valera                                             | UngarnKristóf Csoma Dániel Angyal Krisztián Manhercz Erik Molnár Márton Vámos Ádám Nagy Gergő Fekete Gergely Burián Péter Kovács Vendel Vigvári Szilárd Jansik Vince Vigvári Márton Mizsei Ákos Nagy Zsombor Vismeg              | GriechenlandPanagiotis Tzortzatos Konstantinos Genidounias Dimitrios Skoumpakis Konstantinos Giouvetsis Stylianos Argyropoulos Aristeidis Chalyvopoulos Nikolaos Gkillas Efstathios Kalogeropoulos Ioannis Alafragkis Konstantinos Kakaris Dimitrios Nikolaidis Nikolaos Papanikolaou Emmanouil Andreadis Evangelos Pouros Nikolaos Gardikas |
| Frauen    | GriechenlandIoanna Stamatopoulou Eleftheria Plevritou Foteini Tricha Stefania Santa Athina Giannopoulou Eleni Xenaki Eirini Ninou Maria Patra Christina Siouti Vasiliki Plevritou Sofia Tornarou Maria Myriokefalitaki Alexia Tzourka Dionysia Koureta Nefeli Krassa | UngarnBoglárka Neszmély Dorottya Szilágyi Vanda Vályi Eszter Varró Kinga Peresztegi-Nagy Nóra Sümegi Dalma Dömsödi Rita Keszthelyi Dóra Leimeter Nataša Rybanská Kamilla Faragó Krisztina Garda Luca Torma Panna Tiba Kata Hajdú | SpanienMariona Terré Ariadna Ruiz Anna Espar Beatriz Ortiz Nona Pérez Paula Crespí Elena Ruiz Paula Prats Daniela Moreno Paula Camus Irene González Paula Leitón Martina Terré Carlota Peñalver |